# Морейра Невис, Лукас
Лукас Морейра Невис (порт. Lucas Moreira Neves; 16 сентября 1925, Сан-Жуан-дел-Рей, Бразилия — 8 сентября 2002, Рим, Италия) — бразильский кардинал, доминиканец. Титулярный епископ Феради-Маджоре и вспомогательный епископ Сан-Паулу с 9 июня 1967 по 15 октября 1979. Секретарь Конгрегации по делам епископов и архиепископ ad personam с 15 октября 1979 по 9 июля 1987. Секретарь Священной Коллегии кардиналов с 15 ноября 1979 по 9 июля 1987. Титулярный архиепископ Весковио с 3 января по 9 июля 1987. Архиепископ Сан-Салвадора-да-Баия и примас Бразилии с 9 июля 1987 по 25 июня 1998. Префект Конгрегации по делам епископов с 25 июня 1998 по 16 сентября 2000. Кардинал-священник с титулом церкви Санти-Бонифачо-э-Алессио с 28 июня 1988. Кардинал-епископ Сабины-Поджо Миртето с 25 июня 1998 по 8 сентября 2002.